# Hilaire Belloc
Joseph Hilaire Pierre René Belloc (27 de juliol de 1870 - 16 de juliol de 1953) va ser un escriptor i historiador britànic-francès i un dels escriptors més prolífics d'Anglaterra a principis del segle xx. Belloc també va ser orador, poeta, mariner, satíric, escriptor de cartes, soldat i activista polític. La seva fe catòlica va tenir un fort impacte en les seves obres. Va ser president de la Unió d'Oxford i més tard diputat de Salford South des del 1906 fins al 1910. Va ser un diputat destacat, amb diversos disputes de llarga durada. Belloc es va convertir en un súbdit britànic naturalitzat el 1902 mentre conservava la seva ciutadania francesa.
Els seus escrits abastaven poesia religiosa i versos còmics per a nens. Entre els seus Contes de precaució per a nens àmpliament venuts s'incloïa "Jim, que va fugir de la seva infermera i va ser menjat per un lleó" i "Matilda, que va dir mentides i va morir cremada". Va escriure biografies històriques i nombroses obres de viatge, inclòs "El camí cap a Roma" (1902). També va col·laborar amb G. K. Chesterton en diverses obres.

## Família i carrera professional
Belloc va néixer a La Celle-Saint-Cloud, França, de pare francès, Louis Belloc (1830-1872) i mare anglesa. La seva germana Marie Adelaide Belloc Lowndes també va créixer per ser escriptora.
La seva mare Bessie Rayner Parkes (1829-1925) va ser escriptora, activista i una gran força en els esforços per aconseguir una major igualtat per a les dones, sent cofundadora de l'anglès Woman's Journal i del Langham Place Group. El mateix Belloc va fer campanya contra el sufragi femení; era membre de la Lliga Nacional Antisufragi femenina. L'avi matern de Belloc era Joseph Parkes (1796-1865), un pròsper advocat i un liberal amb simpaties radicals. L'àvia de Belloc, Elizabeth Rayner Priestley (1797–1877), va néixer als Estats Units, neta del polimata Joseph Priestley. El 1867, Bessie es va casar amb l'advocat Louis Belloc, fill del pintor francès Jean-Hilaire Belloc. El 1872, cinc anys després de casar-se, Louis va morir, però no abans de ser esborrat econòmicament en una caiguda borsària. La jove vídua va tornar els seus fills a Anglaterra.
Hilaire Belloc va créixer a Anglaterra i hi passaria la major part de la vida. La seva infància es va passar a Slindon, West Sussex, per la qual sovint sentia nostàlgia de la llar en la vida posterior, com es demostra en poemes com "West Sussex Drinking Song", "The South Country", i fins i tot el més malenconiós, "Ha'nacker Mill ". Després d'haver estat educat a l'Oratory School de John Henry Newman a Edgbaston, Birmingham, Belloc va complir el seu servei militar, com a ciutadà francès, amb un regiment d'artilleria a prop de Toul el 1891. Es va dirigir al Balliol College, Oxford, com a erudit d'història, assegurant-se amb un títol d'honor de primer nivell i sense perdre mai l'amor per Balliol, tal com il·lustra el seu vers "Balliol em va fer, Balliol em va alimentar / el que tingués em va tornar a donar".
El 1906, va comprar terres i una casa a Shipley, West Sussex, on va viure amb la seva esposa nord-americana Elodie Hogan (1868-1914), amb qui s'havia casat el 1890, va criar els seus fills i va viure fins poc abans de la seva mort. Elodie i Belloc van tenir cinc fills abans que ells morís el 1914 de grip. Després de la seva mort, Belloc va vestir-se de dol durant la resta de la seva vida i va mantenir la seva habitació exactament com ella l'havia deixat. El seu fill Louis va ser assassinat el 1918 mentre servia al Royal Flying Corps al nord de França. Durant la Segona Guerra Mundial, el seu fill Peter Gilbert Marie Sebastian Belloc va morir als 36 anys de pneumònia el 2 d'abril de 1941 mentre estava en servei actiu a l'exèrcit.
El 1937, Belloc va ser convidat a ser professor visitant a la Universitat de Fordham. Belloc va pronunciar una sèrie de conferències a Fordham que va acabar el maig d'aquest mateix any. Tot i estar satisfet d'acceptar la invitació, l'experiència el va deixar físicament esgotat i va decidir aturar les conferències abans d'hora.
Belloc va patir un ictus el 1941 i mai va tornar a ser el mateix. Va morir el 16 de juliol de 1953 a la residència de gent gran Mount Alvernia, a Guildford, Surrey, per cremades i xoc després d'una caiguda que va tenir mentre col·locava un tronc a una xemeneia. El seu cos va ser enterrat al santuari de la Mare de Déu de la Consolació a West Grinstead, al comtat de West Sussex, on havia assistit regularment a missa com a feligrès.

### Carrera política
Llicenciat el 1895 al Balliol College, a Oxford, Belloc era una figura destacada a la Universitat, sent president de la Oxford Union, la societat de debat universitària. Va entrar en política després de convertir-se en un subjecte britànic naturalitzat. Una gran decepció a la seva vida va ser el fet que no aconseguís una beca a All Souls College, Oxford el 1895. Aquest fracàs pot haver estat causat en part per haver produït una petita estàtua de la Verge i posar-la davant d'ell sobre la taula durant l'entrevista. per a la beca.
Del 1906 al 1910 va ser diputat al partit liberal de Salford South. Durant un discurs de campanya, un heckler li va preguntar si era un "papista". Recuperant el seu rosari de la butxaca, va respondre: "Senyors, sóc catòlic. En la mesura del possible, vaig a missa cada dia. Això (treu un rosari de la butxaca) és un rosari. En la mesura del possible, m'agenollo avall i expliqueu aquestes perles cada dia. Si em rebutgeu per la meva religió, agrairé a Déu que m'hagi estalviat la indignitat de ser el vostre representant". La multitud es va animar i Belloc va guanyar les eleccions.
El seu únic període d'ocupació estable va ser del 1914 al 1920 com a editor de Land and Water, una revista dedicada al progrés de la guerra. En cas contrari, vivia segons la seva escriptura i sovint era impecable.

## Escriptura
Bell prolífic autor de més de 150 llibres, Belloc va escriure sobre infinitat de temes, des de la guerra fins a la poesia, passant pels molts temes actuals del seu temps. Ha estat anomenat un dels quatre grans de les cartes eduardianes, juntament amb H. G. Wells, George Bernard Shaw i G. K. Chesterton, tots ells debatuts entre ells fins a la dècada de 1930. Belloc es va relacionar estretament amb Chesterton, i Shaw va encunyar el terme Chesterbelloc per la seva associació. Va ser coeditor amb Cecil Chesterton del periòdic literari The Eye Witness, publicat fins al 1912 per Stephen Swift Ltd., de Charles Granville. El periòdic es va anomenar posteriorment New Witness i encara més tard, G. K.'s Weekly.
Preguntat una vegada per què escrivia tant, va respondre: "Perquè els meus fills estan udolant perles i caviar". Belloc va observar que "El primer treball de les cartes és aconseguir un cànon", és a dir, identificar aquelles obres que un escriptor veu exemples del millor de la prosa i el vers. Pel seu propi estil en prosa, afirmava aspirar a ser tan clar i concís com "Maria tenia un xai petit".
Els seus millors escrits de viatges han aconseguit un seguiment permanent. El camí cap a Roma (1902), un relat d’un pelegrinatge a peu que va fer des del centre de França a través dels Alps i fins a Roma, s'ha mantingut contínuament imprès. Més que un simple llibre de viatges, El camí cap a Roma conté descripcions de les persones i els llocs que va trobar, els seus dibuixos a llapis i tinta de la ruta, l’humor, la poesia i els reflexos d’una gran ment vers els esdeveniments del seu temps com marxa pel seu camí solitari. El seu llibre Els Pirineus, publicat el 1909, mostra una profunditat de coneixement detallat d’aquesta regió, que només s'obtindria de l'experiència personal. A cada pas, Belloc es mostra profundament enamorat d'Europa i de la Fe que, segons ell, ha produït.
Com a assagista va formar part d’un grup petit, admirat i dominant (amb Chesterton, E. V. Lucas i Robert Lynd) d’escriptors populars.
Els seus poemes humorístics també formen part de la seva obra més coneguda.

## Sussex
Belloc va créixer a Slindon i va passar la major part de la seva vida a West Sussex. Sempre va escriure sobre Sussex com si es tractés de la corona d’Anglaterra i de l’oest de Sussex Downs la joia d’aquesta corona. Va estimar Sussex com el lloc on va ser criat, considerant-lo la seva "llar espiritual" terrenal. Belloc va escriure diverses obres sobre Sussex, incloent Ha'nacker Mill, The South Country, la guia de viatges Sussex (1906) i The County of Sussex (1936). Una de les seves obres més conegudes relacionades amb Sussex és The Four Men: a Farrago (1911), en què els quatre personatges, cadascun dels aspectes de la personalitat de Belloc, viatgen pelegrinant pel comtat des de Robertsbridge, a l'extrem orient, fins a Harting, a l'oest llunyà. L’obra ha influït en d'altres, inclòs el músic folk de Sussex, Bob Copper, que va refer els passos de Belloc als anys vuitanta. Belloc també era un amant de les cançons del Sussex i va escriure lletres d'algunes cançons que des de llavors s'han musicat. Belloc és recordat en una celebració anual a Sussex, coneguda com a Nit de Belloc, que té lloc el dia de l'aniversari de l'escriptor, el 27 de juliol, a la manera de Burns Night a Escòcia. La celebració inclou la lectura de l’obra de Belloc i el sopar de pa i formatge amb adobats.

## Escrits
- "A Last Word on Calderon," The Irish Monthly, Vol. 19, No. 219, Sep. 1891.
- "A Conscript’s View of the French Army," The Contemporary Review, Vol. LXIII, Juny 1893.
- "The Liberal Tradition." In Essays in Liberalism, Cassell & Company, 1897.
- "'Democracy and Liberty' Reviewed," The Catholic World, Vol. LXVI, Octubre 1897/Març 1898.
- "The Historian," The Living Age, Vol. IX, Octubre/Desembre 1900.
- "The Sea-Fight of Ushant," Scribner's, Vol. XXXIV, No. 2, Agost 1903.
- "The Cambridge History of the French Revolution," The Bookman, Vol. XXVI, No. 156, Setembre 1904.
- "The Protectionist Movement in England," The International Quarterly, Vol. X, Octubre 1904/Gener 1905.
- "The Young Napoleon," The Bookman, Vol. XXVIII, No. 166, Juliol 1905.
- "Napoleon II," The Bookman, Vol. XXIX, No. 170, Novembre 1905.
- "Ten Pages of Taine," The International Quarterly, Vol. XII, Octubre 1905/Gener 1906.
- "Contemporary France," The Bookman, Vol. XXIX, No. 173, Febrer 1906.
- "Thoughts About Modern Thought," The New Age, Vol. II, No. 6, 7 Desembre 1907.
- "Limits of Direct Taxation," The Contemporary Review, Vol. XCIII, Febrer 1908.
- "Not a Reply," The New Age, Vol. II, No. 15, 8 Febrer 1908.
- "A Question," The New Age, Vol. II, No. 21, 21 Març 1908.
- "The Inflation of Assessment," The Dublin Review, Vol. CXLII, No. 284-285, Gener/Abril 1908.
- "The Recess and the Congo," The New Age, Vol. III, No. 15, 8 Agost 1908.
- "The Taxation of Rent," The Dublin Review, Vol. CXLV, No. 290-291, Juliol/Octubre 1909.
- "The International. I. The Ferrer Case," The Dublin Review, Vol. CXLVI, No. 292-293, Gener/Abril 1910.